# فرودگاه آبی هانتسویل (شمال)
فرودگاه آبی هانتسویل (شمال) (به انگلیسی: Huntsville (North) Water Aerodrome) یک فرودگاه همگانی است که یک باند فرود آب دارد. این فرودگاه در کشور کانادا قرار دارد و در ارتفاع ۲۸۴ متری از سطح دریا واقع شده‌است.